# Karl Leopold Schaps

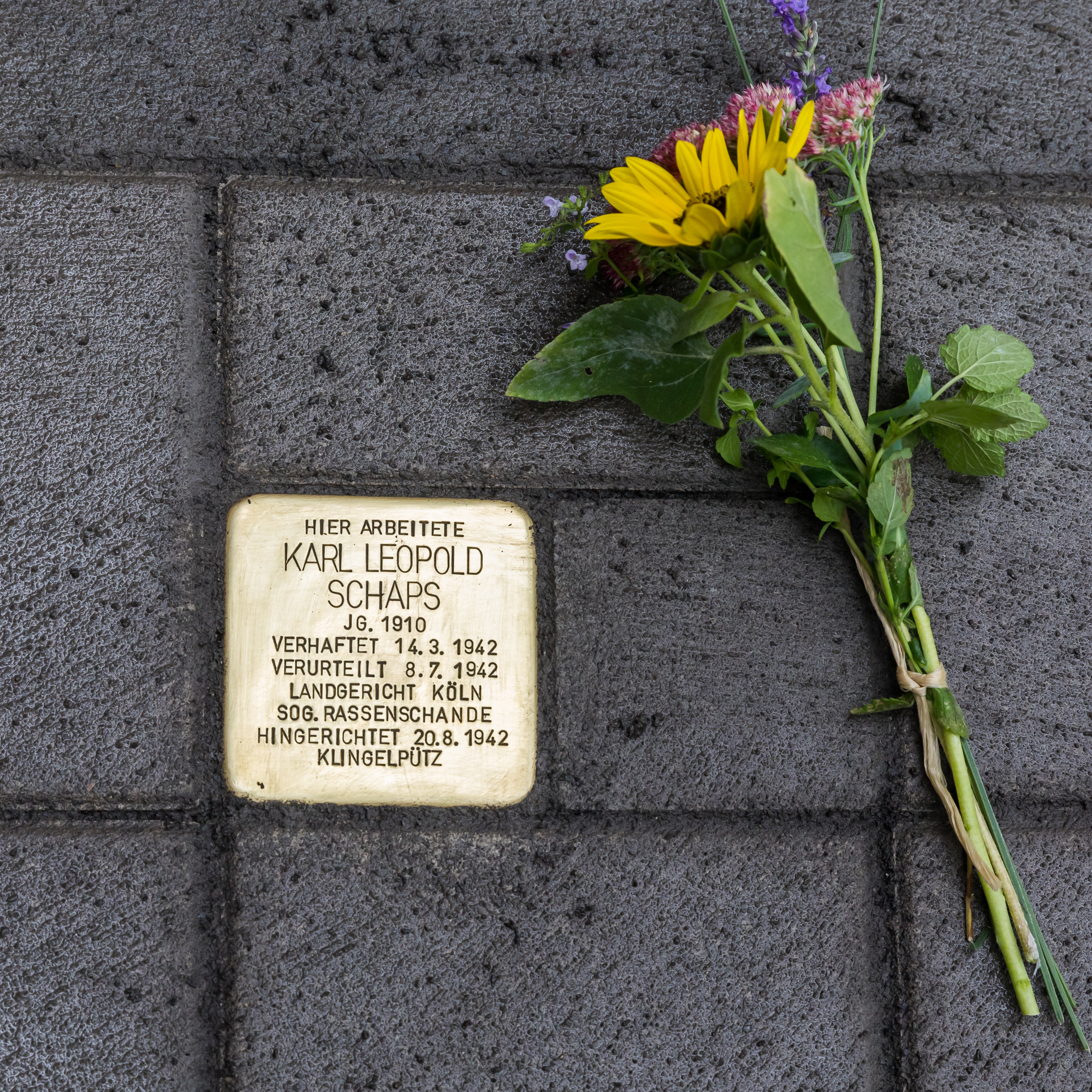
Stolperstein für Karl Leopold Schaps vor dem Haus Hohenzollernring 18 in Köln, wo sich seine Arbeitsstätte, die Atelier-Bar, befand

Karl Leopold Schaps (* 7. Oktober 1910 in Mannheim; † 20. August 1942 in Köln) war ein deutscher Jude, der zur Zeit des Nationalsozialismus wegen „Rassenschande“, Betrugs und anderer Delikte  1942 angeklagt wurde. Obwohl die Todesstrafe im Falle der „Rassenschande“ nicht vorgesehen war, wurde er zum Tode verurteilt und hingerichtet. Um ein Todesurteil zu ermöglichen, charakterisierte das Kölner Sondergericht den Angeklagten als „gefährlichen Gewohnheitsverbrecher“.

## Biographie
Karl Leopold Schaps wurde 1910 als ein Sohn der Eheleute Eva, geborene Gans, und Isidor Schaps geboren. Er hatte drei Geschwister. Kurz nach seiner Geburt zog die Familie nach Potsdam, wo sie ein Schuhgeschäft betrieb und Karl Schaps seinen Realschulabschluss machte. 1923 verunglückte der Vater bei einem Unfall mit einer Straßenbahn tödlich. Der Sohn absolvierte in Berlin eine kaufmännische Lehre und war von 1930 bis 1939 zunächst als Tellerwäscher und später als Schreiber und Steward auf verschiedenen Passagierschiffen der Hamburg-Amerika-Linie tätig. 1940 kam er nach Köln und erhielt eine Anstellung als Barkeeper in der Restaurant-Bar Atelier am Ring am Hohenzollernring, die zu den Westdeutschen Gaststätten und Vergnügungsbetrieben (Blatzheim-Betriebe) gehörte; in der Bewerbung gab er sich als ehemaliger Kapitänleutnant der Marine aus. Er lebte in Hotels und hatte keinen festen Wohnsitz. Im Sommer 1941 lernte „Charly“ Schaps in der Bar Charlotte S., einen weiblichen Gast aus Berlin, kennen; die beiden verliebten sich ineinander und begannen eine Affäre. Schaps, der die Frau durch seine Weltgewandtheit und seinen Charme beeindruckte, fuhr mehrfach nach Berlin. Charlotte S. war jedoch mit einem Offizier verlobt, der an der Front eingesetzt war, und als dieser auf Urlaub kam, beendete sie das Verhältnis mit Schaps und beichtete ihrem Verlobten den Seitensprung.
Wenig später erkundigte sich ein Gast der Atelier-Bar, dem Schaps 35 Reichsmark für eine Eisenbahnfahrkarte schuldete, beim Einwohnermeldeamt in Mannheim nach Schaps und erfuhr, dass dieser Jude sei. Der Kaufmann informierte die Blatzheim-Betriebe, Schaps wurde entlassen, und die Polizei nahm umfangreiche Ermittlungen auf. Dabei fand sie heraus, dass Charly Schaps eine nach ihrer Ansicht „schwindelerregende“ Zahl von Beziehungen zu „arischen“ Frauen gehabt habe, einen kleinen Handel mit Alkoholika der Bar betrieben hatte und eine Waffe ungewisser Herkunft besaß. Zahlreiche Frauen aus verschiedenen Orten im Reich, darunter Charlotte S., wurden als Zeuginnen befragt, und sie gaben an, nicht gewusst zu haben, dass Schaps nicht „deutschblütig“ sei, sonst hätten sie sich ihm nicht „hingegeben“. Auch weitere Zeugen aus Schaps’ Umfeld wurden befragt. Die Hamburg-Amerika-Linie bescheinigte Schaps „hohes fachliches Können“ und „ordentliche Führung“, er sei aber entlassen worden, nachdem er der Arbeit ferngeblieben sei und sich auf der Patria mit einer Passagierin eingelassen habe.
Schaps bestritt zunächst, Jude zu sein: Er wisse nicht, wer seine leiblichen Eltern seien, und sei als Kind einer Pflegefamilie in Acapulco aufgewachsen. Diese Behauptung konnten die Behörden schnell widerlegen, da er selbst vor 1933 die zutreffenden Namen seiner wirklichen Eltern angegeben hatte. Schließlich räumte er ein, ein Sohn jüdischer Eltern zu sein. Er habe aber angeblich geglaubt, nicht der biologische Sohn von Isidor Schaps gewesen zu sein, sondern einer außerehelichen Beziehung seiner Mutter mit einem „Arier“ zu entstammen. Er habe aus Angst vor Schwierigkeiten nicht angezeigt, als Jude zu gelten.
Im Abschlussbericht der Ermittlungen heißt es, der Beschuldigte habe es jahrelang in „raffiniertester Weise“ verstanden, seine jüdische Herkunft zu verbergen und sei den gesetzlichen Vorschriften – wie etwa dem Tragen eines Judensterns – nicht nachgekommen: Schaps sei ein „gefährlicher Gewohnheitsverbrecher“. Tatsächlich ging es um einen Mann, so Serup-Bilfeldts Einschätzung, „der eine Mischung aus «Bonvivant» und «Filou» ist, einen Don Juan, einen charmanten Bruder Leichtfuß, der es mit der Wahrheit nicht so genau nimmt, gern etwas hochstapelt, vieles erzählt, noch mehr verschweigt und – offenbar nicht in der Lage ist, die politischen Kräfte, die in Deutschland an der Macht sind, realistisch einzuschätzen“.
Der Fall wurde der Gestapo übergeben und Schaps am 14. März 1942 im Gefängnis Klingelpütz inhaftiert. Er wurde der „Rassenschande“ in elf Fällen, des Betrugs in sechs Fällen, der Unterschlagung und der Zuhälterei (wegen seiner Beziehungen zu Prostituierten), des illegalen Waffenbesitzes und der Weigerung, einen Judenstern zu tragen, angeklagt. „In der Anklageschrift versuchte die Kölner Staatsanwaltschaft, den Lebensweg eines idealtypischen »jüdischen Verbrechers« zu konstruieren.“ An anderer Stelle heißt es: „War ein entsprechender Bestrafungswille da, erwiesen sich die Kölner Staatsanwälte mitunter als äußerst ‚phantasievoll‘, um die Anwendung der Volksschädlingsverordnung [und somit die Todesstrafe] zu begründen.“ Am 25. Juni 1942 wurde vor dem Sondergericht I in Köln der Prozess eröffnet; wenige Monate zuvor hatte die Kölner Staatsanwaltschaft verfügt, dass Anklagen wegen „Rassenschande“ nicht mehr vor einer ordentlichen Kammer des Landgerichts, sondern vor einem Sondergericht verhandelt werden sollten, um schärfere Bestrafungen erreichen zu können.
Auch die Richter des Sondergerichts stuften den Angeklagten, der bislang nur wegen eines geringfügigen Steuerdelikts vorbestraft war, als „gefährlichen Gewohnheitsverbrecher“ ein, um ihn zum Tode verurteilen zu können; für „Rassenschande“ allein war diese hohe Strafe nicht vorgesehen. Rechtliche Grundlage dafür war das „Gewohnheitsverbrechergesetz“ vom 24. November 1933, das besagte, dass eine Person, die drei vorsätzliche Straftaten begangen habe, ein solcher sei. Dafür waren bis zu 15 Jahre Haft vorgesehen. Am 4. September 1941 wurde das Gesetz verschärft: „Der gefährliche Gewohnheitsverbrecher und der Sittlichkeitsverbrecher verfallen der Todesstrafe, wenn der Schutz der Volksgemeinschaft und das Bedürfnis nach gerechter Sühne es erfordert.“
Vorsitzender Richter des Gerichts in Köln war Landgerichtsdirektor Karl Eich, der sich nach der Übernahme des Sondergerichts I Anfang 1941 „zelotenhaft“ in die von ihm erwartete Haltung gesteigert habe und dabei „buchstäblich über Leichen ging“, wie 1981 der Vorsitzende Richter am Oberlandesgericht Köln (OLG Köln) Adolf Klein im Buch Justitia Coloniensis konstatierte. Klein verglich das Urteil gegen Schaps mit den „schändlichen Sprüchen der spätmittelalterlichen Hexenrichter“ und bezeichnete Eichs Entscheidungen am Sondergericht generell als „Terrorurteile“. Beisitzer im Falle Schaps waren die Richter Ottmar Matthaei und Heinrich Voss, die Staatsanwaltschaft wurde von Franz Klodt vertreten. Das Urteil gegen Karl Leopold Schaps, dessen Aussagen die Zeitung Der Neue Tag als „weinerliche Beteuerungen“ beschrieb, erging am 8. Juli 1942.
In „Verzweiflung und Todesangst“ schrieb Schaps drei Gnadengesuche: an Minister Bernhard Rust, den er während einer Schiffsreise kennengelernt hatte, an Roland Freisler und an Adolf Hitler; die Gesuche wurden abgelehnt. Einen letzten Brief richtete er an Charlotte S. in Berlin. Am 20. August 1942 wurde der Verurteilte von Scharfrichter Friedrich Hehr mit dem Fallbeil hingerichtet. Er wurde 31 Jahre alt. Seine Leiche wurde dem Anatomischen Institut der Universität Münster übergeben; ihr weiterer Verbleib ist unbekannt. Die Familie von Schaps erhielt weder von dem Prozess noch später von der Hinrichtung Kenntnis.

## Überprüfung des Urteils
Das Todesurteil gegen Schaps wurde niemals revidiert. Anfang der 1960er Jahre wurde es auf öffentlichen Druck hin vom Justizministerium des Landes Nordrhein-Westfalen überprüft. Nachdem noch der damalige Präsident des OLG Köln die Ansicht vertreten hatte, das Urteil gegen Schaps sei „rechtswidrig“ und mit „rechtsstaatlichen Grundsätzen unvereinbar“, stellte ein Mitarbeiter des Ministeriums hingegen fest, dass an dem Urteil nichts zu beanstanden sei: Der Angeklagte sei ein „minderwertiger Trieb- und Genussmensch“ gewesen sowie ein „skrupellos unverbesserlicher Rechtsbrecher“: „Die besondere Härte des Urteils mag auch darin seine Erklärung finden, dass der Angeklagte sich nicht gescheut hatte, sein nach den damaligen Gesetzen strafbares Lotterleben bis mitten in den Krieg fortzusetzen und sich dazu des Deckmantels eines Soldaten zu bedienen. Ich halte bei dieser Sachlage eine bewusste Pflichtverletzung […] für nicht nachweisbar […].“
Gegen die drei Richter wurde wegen der Verurteilung von Karl Leopold Schaps nie wegen des Verdachts auf Rechtsbeugung ermittelt. Gegen Karl Eich wurde 1952 und 1960 wegen anderer Fälle ermittelt. Er ging nach 1952 „wegen politischer Bedenken“ in den Ruhestand, den er in seiner Geburtsstadt Vallendar verbrachte.

## Erinnerung
Am 5. Oktober 2020 wurde vor dem Grundstück Hohenzollernring 18, wo sich das Atelier am Ring, die Arbeitsstätte von Karl Leopold Schaps, befunden hatte, ein Stolperstein zur Erinnerung an ihn verlegt.